# Bogumiła Noiszewska
Maria Ewa od Opatrzności CSIC, właściwe Bogumiła Noiszewska (ur. 24 czerwca 1885 r. w Osaniszkach, zm. 19 grudnia 1942 r. na Górze Pietralewickiej koło Słonimia) – polska siostra zakonna ze Zgromadzenia Sióstr Niepokalanego Poczęcia Najświętszej Marii Panny, błogosławiona Kościoła katolickiego.

## Życiorys

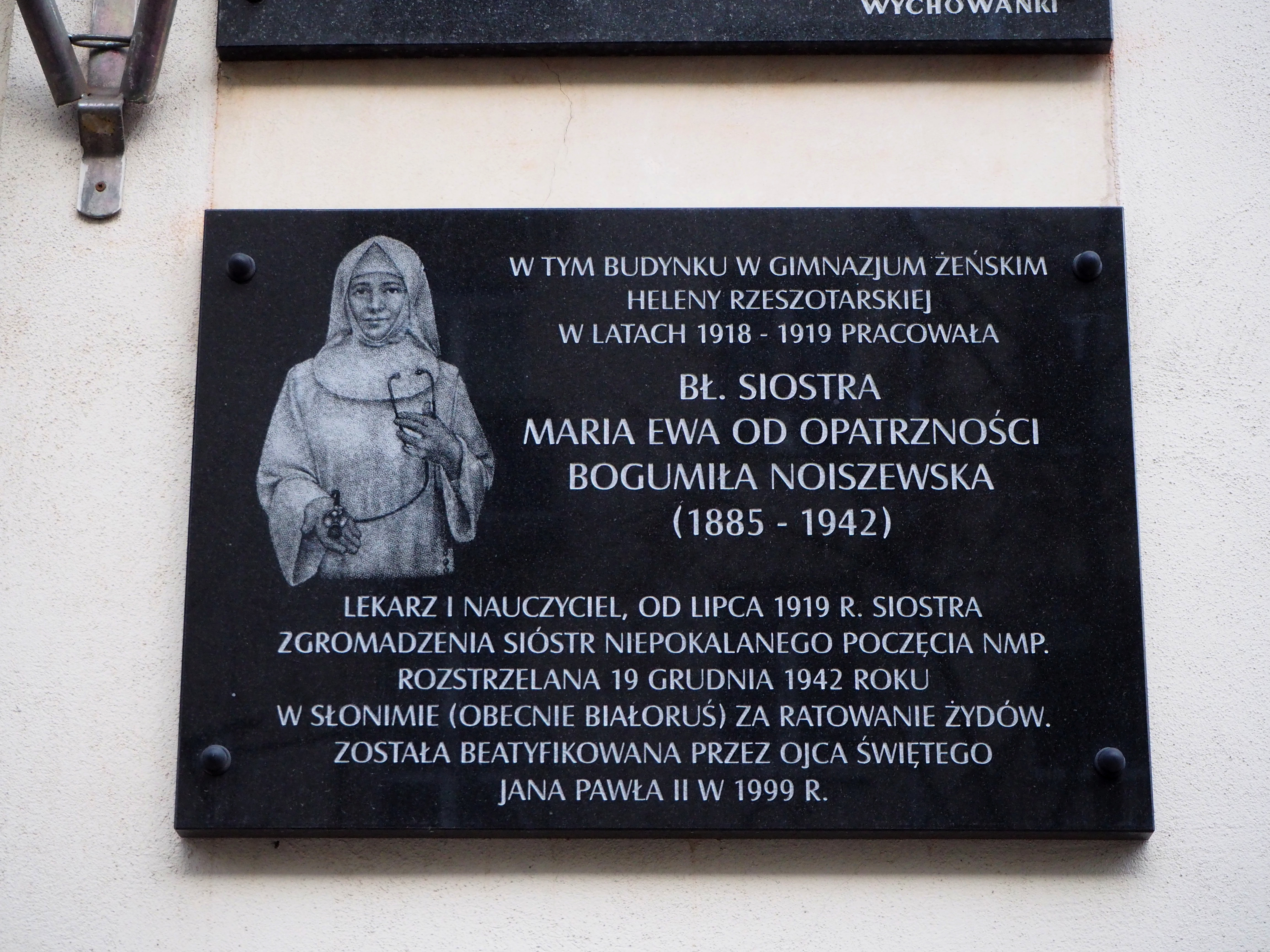
Tablica upamiętniając siostrę Bogumiłę Noiszewską przy wejściu do kamienicy przy ul. Konopackiej 4 w Warszawie, gdzie siostra pracowała jako lekarz szkolny i nauczyciel w latach 1918-1919 gdy był to budynek Gimnazjum Żeńskiego Heleny Rzeszotarskiej.

Była najstarszą córką, z jedenaściorga dzieci Kazimierza Noiszewskiego i Marii z domu Andruszkiewicz.
Ukończyła ze złotym medalem Gimnazjum w Tule, a następnie w 1914 r. z wyróżnieniem studia medyczne w Petersburgu. W czasie pierwszej wojny światowej pracowała w lazaretach. W 1919 r. wstąpiła do Zgromadzenia Sióstr Niepokalanego Poczęcia NMP, a śluby wieczyste złożyła w 1927 r. Pełniła następnie obowiązki lekarza zgromadzenia pracując kolejno w gimnazjum w Jazłowcu i Słonimiu, jako nauczycielka i wychowawczyni. Jej duchowym przewodnikiem był Sługa Boży ks. biskup Zygmunt Łoziński. Starała się, w ciągu całego swego życia realizować zasadę której nauczał, że świętości trzeba szukać w każdym miejscu, w każdej chwili i w każdej sytuacji.
Po wybuchu II wojny światowej, wrażliwa na potrzeby bliźnich, skromna i skora do pomocy, pomagała wszystkim potrzebującym, głodującym, rodzinom więźniów i zamordowanych. Na terenie klasztoru ukrywała Żydów. Została aresztowana 18 grudnia 1942 r. przez Gestapo, a następnego dnia rozstrzelana na Górze Pietralewickiej koło Słonimia, razem z ks. Adamem Sztarkiem i s. Marią Martą od Jezusa Kazimierą Wołowską. Pochowana została w zbiorowej mogile.
Została beatyfikowana 13 czerwca 1999 r. w Warszawie przez Jana Pawła II w grupie 108 błogosławionych męczenników II wojny światowej.